# Lettere d'una peruviana
Lettere d'una peruviana (Lettres d'une Péruvienne) è un romanzo epistolare di Françoise de Graffigny pubblicato nel 1747 a Parigi.

## Trama
Il romanzo è scritto dal punto di vista di una giovane peruviana di nome Zilia che gli spagnoli hanno portato via dal suo paese. La giovane comunica con il suo amante con i quipos, cordicelle annodate che servivano come scrittura presso gli Incas.. Nelle sue lettere la prigioniera descrive i tormenti che deve sopportare durante il suo viaggio verso l'Europa. La nave spagnola sulla quale la giovane viaggia viene affondata in un combattimento navale da un naviglio francese. In questa occasione la peruviana incontra il capitano francese Déterville che s'innamora di lei. Il capitano le insegna qualche parola di francese comunicando con lei anche con sguardi e gesti. Zilia crede che la nave la porti verso una lontana provincia dell'impero Inca e spera che il suo nuovo amico l'aiuterà a ritornare nel Perù.
Una volta arrivata in Francia, Zilia si rende conto che il suo soggiorno in Europa sarà molto più difficile di quanto ella avesse immaginato. Cominciando a capire la lingua francese, Zilia nota come la gente non sia sempre quello che appare, che spesso quando dice una cosa intende dirne un'altra. Così lo spiega nella sua 16ª lettera ad Aza: «in generale suppongo che questo popolo non è per niente quello che sembra essere; l'ipocrisia mi sembra sia il suo carattere dominante.» 
Quando Zilia tenterà di tornare nel suo paese, Détrville le confesserà di essere innamorato di lei che invece intende rimanere fedele al suo amante Aza che invece la tradirà.
Divenuta proprietaria di una casa e di un piccolo terreno Zilia decide di rimanere in Francia per proseguire la sua educazione. Rimane amica con Déterville e continua ad amare Aza nonostante la sua infedeltà.

## Le letterate del XVIII secolo e un nuovo genere letterario
Il suo fu il primo romanzo epistolare scritto da una donna in Francia . La composizione di un'opera costituita da lettere poiché voleva dire «scrittura d'una persona eccellente nella scrittura di lettere» , era spesso riferita alle donne come il solo genere nel quale potessero veramente eccellere.. Scrivendo un romanzo di questo genere Françoise de Graffigny si è messa invece in evidenza come autrice femminile.
Françoise si è liberata dalle regole letterarie mantenendo quello stile epistolare che le permettesse di evitare critiche troppo severe. Le donne, che sino ad allora si erano limitate alla scrittura di semplici lettere, avevano ora l'occasione di trasformarle in una vera opera letteraria.
Françoise de Graffigny si inserisce così nell'elenco degli autori che si erano confrontati con lo stile epistolare come Montesquieu con le sue Lettere persiane (1721) e Jean-Jacques Rousseau con Giulia o la nuova Eloisa (1761).

## Il tema del "buon selvaggio"
Françoise de Graffigny entra nel novero degli autori che hanno trattato il tema del "buon selvaggio" come Voltaire, che scrive L'ingenuo (1767), e Marmotel, che scrive Gli Incas (1777). Questo mito che risale al XVI secolo, diffuso soprattutto in età illuminista, diffondeva «un'immagine idealizzata del selvaggio che viveva innocentemente e autenticamente in un ambiente naturale non corrotto dalla civiltà [...] Il selvaggio è riportato dai filosofi come il portavoce dello sbalordimento dello straniero. Permettendo un decalogo naïf, egli è l'autore-chiave di ogni discorso ironico che metta in rilievo le anomalie mascherate dal conformismo. Il selvaggio è dunque diventato un'utopia letteraria.» .
L'eroina del romanzo Zilia, selvaggia che proviene dal Perù, descrive ingenuamente il mondo che la circonda ed esprime lo stupore che prova uno straniero vedendo per la prima volta la società francese evidenziando e criticando così le contraddizioni di quelle regole sociali.

## Influssi letterari
Carlo Goldoni trasse spunto da questo romanzo per la tragicommedia La peruviana del 1755.

## Edizioni
- Françoise de Graffigny, Lettere d'una peruviana, Prima ed., collana La Memoria, Sellerio, 1992,  pp. 204, ISBN 88-389-0852-4.